# 忻顺康
忻顺康，中华人民共和国政治人物、外交官。
2009年，接替袁南生，担任中华人民共和国驻津巴布韦大使。2016年12月，不再担任中华人民共和国驻纳米比亚共和国特命全权大使。